# ATC (groupe)
Pour les articles homonymes, voir ATC.
 (décembre 2019).
Si vous disposez d'ouvrages ou d'articles de référence ou si vous connaissez des sites web de qualité traitant du thème abordé ici, merci de compléter l'article en donnant les références utiles à sa vérifiabilité et en les liant à la section « Notes et références ».
ATC (ou A Touch of Class) est un groupe d'eurodance allemand formé en 2000. Il est notamment connu pour la chanson Around the World (La La La La La).

## Histoire
C'est en 1998 que commence l'histoire d'ATC, lorsque quatre jeunes gens, venus de quatre pays différents (Australie, Nouvelle-Zélande, Angleterre et Italie), se rencontrent à Hambourg. Tous issus du milieu du chant et de la danse, ils sont alors inscrits pour le casting d'une adaptation allemande de la comédie musicale Cats. Se rendant vite compte de leur envie commune de créer leur propre musique, ils décident ainsi de monter un groupe.
Avec un premier titre, Around the World (La La La La La) (reprise de la chanson Pesenka du groupe russe Ruki Vverh (en)), le groupe signe alors chez BMG Records et est placé sous la direction d'Alex Christensen. Rapidement, ce titre devient un tube qui se classe durant l'été 2000 pendant sept semaines successives dans les charts allemands avant de conquérir l'Europe puis les États-Unis.
Tirés du premier album du groupe intitulé Planet Pop, trois autres singles font ensuite leur entrée dans les charts : My Heart Beats Like a Drum (no 1 sur TMP (de) le 7 janvier 2001 pour une semaine), Why Oh Why (no 4 sur TMP le 25 février 2001), et I'm in Heaven (no 3 sur TMP le 21 octobre 2001).
ATC s'installe donc à Berlin, où il côtoie la scène musicale qui lui correspond et connaît un succès notable. Toutefois, en 2003, après un second album Touch the Sky moins florissant que Planet Pop, le succès n'est plus au rendez-vous et les quatre membres d'ATC décident de poursuivre leur carrière séparément.

## Membres du groupe
- Alex Christensen (production, chant, clavier)
- Sarah Egglestone (chant)
- Tracey Packham (chant)
- Joseph Murray (chant)
- Livio Salvi (chant)

## Discographie

### Albums
- 2000 : Planet Pop - (US #56)
- 2003 : Touch the Sky

### Singles
- 2000 : Around the World (La La La La La) - (US no 27, UK no 15, IRE no 24, CAN no 88)
- 2000 : My Hearts Beats Like a Drum (Dam Dam Dam)
- 2000 : Thinking of You
- 2001 : Why Oh Why - (UK no 67)
- 2001 : I'm in Heaven (When You Kiss Me)
- 2002 : Set Me Free
- 2003 : New York City

## Vidéographie

### Clips
- 2000 : Thinking of You, tiré de Thinking of You, dirigé par Patric Ullaeus
- 2001 : I'm in Heaven When You Kiss Me, tiré de I'm in Heaven When You Kiss Me, dirigé par Patric Ullaeus
- 2002 : Why Oh Why, tiré de Why Oh Why, dirigé par Patric Ullaeus
- 2002 : Set Me Free, tiré de Set Me Free, dirigé par Patric Ullaeus